# Vladimír Panoš
Vladimír Panoš (2. července 1922 Strážske – 7. ledna 2002 Olomouc) byl český speleolog, vysokoškolský učitel, válečný letec RAF.
Za II. světové války byl partyzánským velitelem v Itálii a navigátorem u bombardovací perutě RAF. Během bojů utrpěl vážné zranění.
Po válce se věnoval geografii a zejména speleologii, v níž se stal světově uznávanou kapacitou.[zdroj⁠?!] V letech 1956 až 1968 pracoval v Brně v Kabinetu pro geomorfologii ČSAV. V letech 1968 až 1974 působil na Katedře fyzické geografie Přírodovědecké fakulty Univerzity Palackého v Olomouci. Poté se vrátil do Brna na univerzitu, kde se v roce 1975 habilitoval. Je autorem a spoluautorem na 300 studií a pojednání. Jeho poslední velká práce věnovaná celoživotnímu výzkumu vyšla na Slovensku s názvem Karsologická a speleologická terminologie – výkladový slovník. Byl také spoluautorem projektu CHKO Litovelské Pomoraví.
V roce 1965 stál u zrodu Mezinárodní speleologické unie při UNESCO, jejíž byl v letech 1969–1977 a 1981–1985 viceprezidentem. Od roku 1978 byl předsedou České speleologické společnosti. Zabýval se vývojem krasových oblastí jednak teoreticky, jednak i prováděl i praktický výzkum. Jím vedená skupina objevila systém Jeskyní Míru v Javoříčských jeskyních. V období 1964–1965 a 1979–1980 se zabýval výzkumem krasu na Kubě.
Za rok 2001 mu byla udělena Cena města Olomouce za celoživotní činnost v oblasti přírodní vědy.